# Aeropuerto de Tenerife Norte-Ciudad de La Laguna
El Aeropuerto de Tenerife Norte-Ciudad de La Laguna (IATA: TFN, OACI: GCXO), antiguo Aeropuerto de Los Rodeos, es un aeropuerto español de Aena situado en la Isla de Tenerife, en el municipio de San Cristóbal de La Laguna. Su categoría OACI es 4-D, mientras que para la DGAC española es un aeropuerto de segunda categoría.
El aeropuerto, que superó los 6 millones de pasajeros transportados en 2023, es la segunda terminal aérea de mayor movimiento en Tenerife (tras el aeropuerto de Tenerife Sur), el cuarto de Canarias y el decimotercero de España. Tenerife es la isla que tiene más saturado su espacio aéreo, congregando el mayor movimiento de pasajeros de Canarias, con 18 457 794 pasajeros en 2023, a través de sus dos aeropuertos, el Aeropuerto de Tenerife Sur y el Aeropuerto de Tenerife Norte.

## Historia
El aeropuerto fue creado tras la petición de Lufthansa de enlazar la isla con Berlín vía Sevilla. Para ello el Cabildo acondicionó unos terrenos en una meseta en la parte alta del municipio de San Cristóbal de La Laguna (una altitud de más de 600 m sobre el nivel del mar), en unos terrenos comprados por el Cabildo de Tenerife. Su primer vuelo data de 1929, un Arado VI procedente de Sevilla como aeródromo con pista de tierra. Durante quince años, recibe diversos vuelos, la Real Orden de 14 de mayo de 1930 aprueba su designación como aeropuerto nacional, se construye la terminal (finalizada en 1943) hasta que el 3 de mayo de 1946, una orden ministerial abre oficialmente al tráfico el aeropuerto y un decreto del 12 de julio lo califica como aeropuerto aduanero abierto a todo tipo de tráfico nacional e internacional. El aeropuerto se convirtió en la principal vía de entrada de turistas hacia Tenerife, y en un lugar de vital importancia para las comunicaciones de la isla.
La pista fue posteriormente ampliada hacia el sur sobre un terraplén de tierra. Los Rodeos cambió en los setenta su denominación por Aeropuerto de Tenerife, sin embargo aún se le conoce por el nombre de Aeropuerto de Los Rodeos.
En este aeropuerto, el día 27 de marzo de 1977 tuvo lugar el accidente más mortífero de la historia de la aviación, cuando dos aeronaves Boeing 747, pertenecientes a las aerolíneas Pan Am y KLM, colisionaron en la pista del entonces Aeropuerto de Los Rodeos. A pesar de que el accidente se produjo por una cadena de fallos humanos, ese mismo día la terminal aérea se hallaba operando por encima de sus posibilidades (debido al cierre del Aeropuerto de Gran Canaria a causa de una amenaza de bomba realizada por el grupo terrorista MPAIAC) y con una situación meteorológica adversa (estaba inmerso en una densa niebla que dificultaba la visibilidad). 
Por ello, se aceleran las obras del segundo aeropuerto de la isla, que se estaba construyendo en el sur. Tras la apertura un año después del Aeropuerto de Tenerife Sur, el Aeropuerto de Tenerife se convirtió en el Aeropuerto de Tenerife Norte y su código IATA pasó a ser TFN, reservándose TCI (el que tenía el aeropuerto antes) para la isla de Tenerife como destino. El accidente y la posterior apertura del aeropuerto del sur tuvo un gran impacto en Los Rodeos, que perdió la categoría de aeropuerto internacional (y por tanto todos los vuelos internacionales) y vio reducidos severamente el número de vuelos nacionales, con la consecuencia de que el número de pasajeros descendió hasta menos de 800.000.

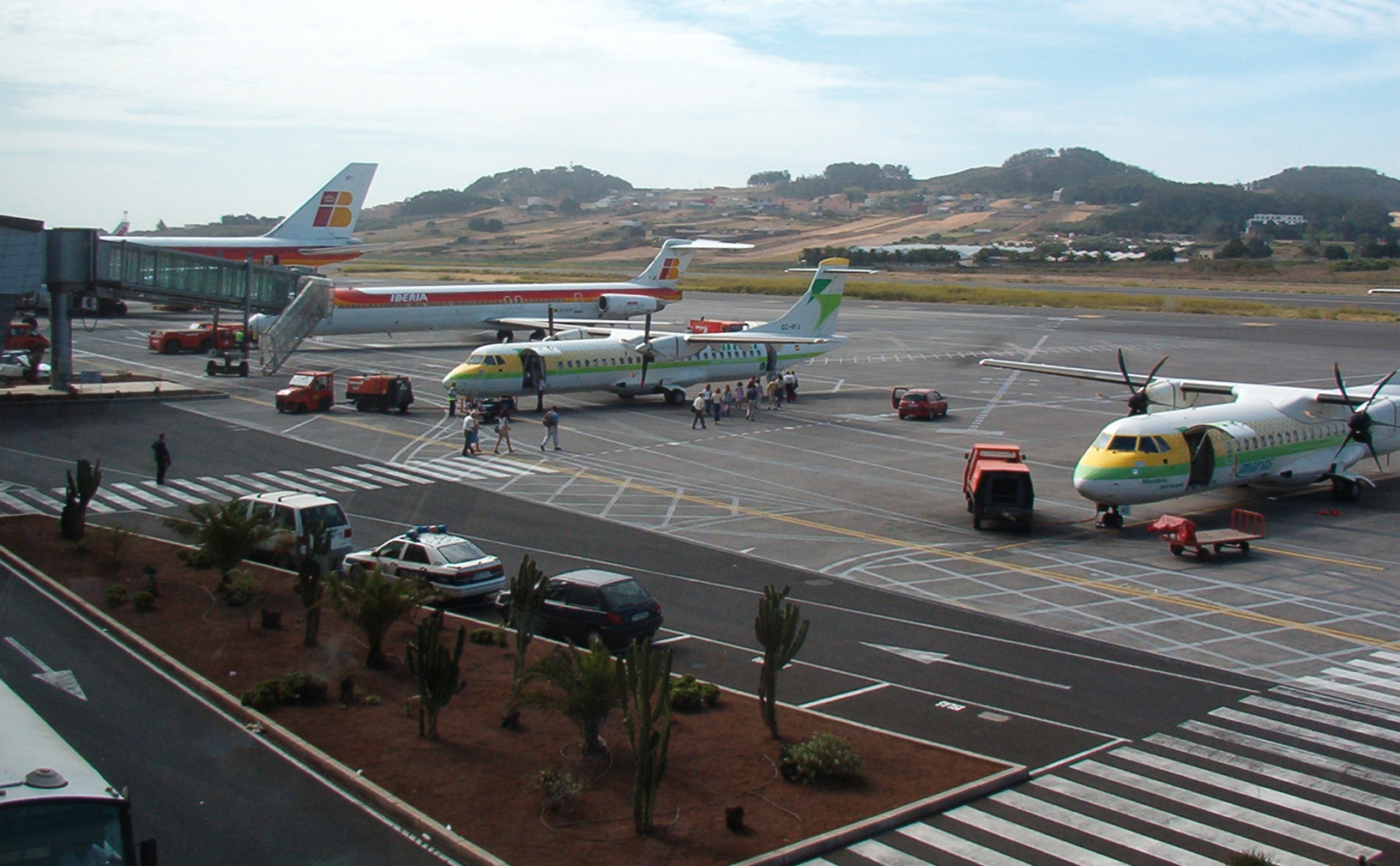
Vista de una parte de la pista del aeropuerto.

El aeropuerto no obstante consiguió resurgir gracias a los vuelos interinsulares, especialmente con La Palma y Gran Canaria, ya que a los usuarios de estas líneas, que viajaban fundamentalmente a la zona metropolitana de Santa Cruz de Tenerife, el aeropuerto del sur les quedaba demasiado lejos. En 2003 el entonces Ministro de Fomento, Francisco Álvarez Cascos, inauguró una nueva terminal, mismo año en el que recuperó las conexiones internacionales cuando se iniciaron vuelos a Caracas. En 2005 se abrió un nuevo módulo de la nueva terminal destinado en exclusiva a los vuelos interinsulares, pensado para agilizar el embarque de estos vuelos. 

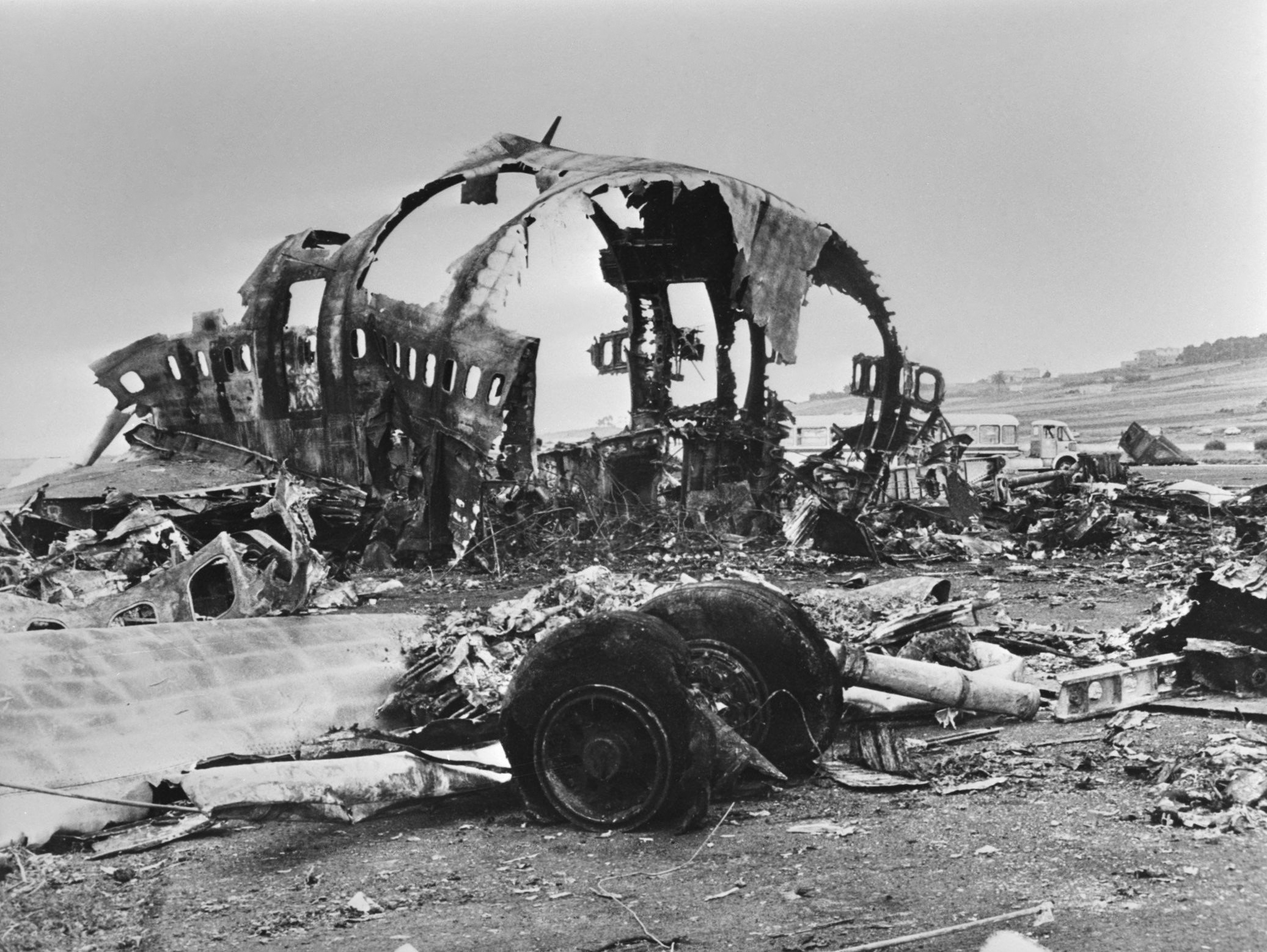
Los restos del Boeing 747 de la aerolínea neerlandesa KLM sobre la pista del aeropuerto tras el accidente de 1977.

Actualmente, el aeropuerto opera con destinos insulares, nacionales, europeos. Anteriormente operaba una ruta regular hacia Caracas con Santa Bárbara Airlines, pero por problemas de seguridad y de coberturas de seguros se vio obligada por estas carencias y dejó de operar.
El destino nacional más importante es Madrid-Barajas, que alcanza cifras superiores a millón y medio de pasajeros anuales, seguido de Barcelona, Sevilla, Bilbao, Málaga y Valencia. Esto significa la mitad de operaciones; el otro 50 % de los vuelos son conexiones con el resto de las islas del archipiélago. Hasta el cese de operaciones en diciembre de 2006, Air Madrid cubrió rutas hacia Buenos Aires, Bogotá, Quito y Santiago de Chile.

## Ampliación
En el Consejo de Ministros del 24 de agosto de 2007 se acordó la urgente ocupación de los bienes y derechos afectados por el proyecto de ampliación de la plataforma este del aeropuerto de Tenerife Norte, que afecta a un total de 22 582 metros cuadrados del término municipal de San Cristóbal de La Laguna, y que incluye 18 fincas. El objetivo del expediente es ampliar la plataforma de estacionamiento de aeronaves por el este para satisfacer la necesidad de posiciones de estacionamientos del aeropuerto (3 posiciones para aeronaves tipo B 767) dotándola de acceso desde la calle de rodaje paralela.
La plataforma se ejecuta con losas de hormigón hidráulico en una superficie de 24 000 m² para estacionamiento de aeronaves y cuatro áreas de 3.900 m², 2500 m², 3800 m² y 1.200 m² para servicios de asistencia en tierra, además de los correspondientes viales de servicio y acceso desde la zona de combustibles.
La ampliación estaba proyectada desde 2001, cuando se publicó en el BOE el plan director del Aeropuerto de Tenerife Norte.

## Accidentes e incidentes

Recreación computarizada del momento del Accidente de Los Rodeos

## Estadísticas
Ver fuente y consulta Wikidata.
|                                 | Pasajeros | Operaciones | Mercancía (toneladas) |
| ------------------------------- | --------- | ----------- | --------------------- |
| 2000                            | 2 411 100 | 48 902      | 22 462                |
| 2001                            | 2 511 277 | 49 132      | 21 060                |
| 2002                            | 2 486 227 | 48 785      | 21 148                |
| 2003                            | 2 919 087 | 53 718      | 23 842                |
| 2004                            | 3 368 988 | 56 592      | 23 647                |
| 2005                            | 3 754 513 | 60 235      | 22 163                |
| 2006                            | 4 025 601 | 65 297      | 23 193                |
| 2007                            | 4 125 131 | 65 843      | 25 169                |
| 2008                            | 4 236 615 | 67 800      | 20 781                |
| 2009                            | 4 054 147 | 62 776      | 18 304                |
| 2010                            | 4 051 155 | 61 607      | 15 918                |
| 2011                            | 4 095 103 | 62 590      | 15 745                |
| 2012                            | 3 717 944 | 55 789      | 14 778                |
| 2013                            | 3 524 470 | 49 289      | 13 493                |
| 2014                            | 3 633 030 | 52 694      | 13 991                |
| 2015                            | 3 815 316 | 53 260      | 12 818                |
| 2016                            | 4 219 633 | 55 669      | 12 426                |
| 2017                            | 4 706 827 | 61 102      | 13 232                |
| 2018                            | 5 492 324 | 73 236      | 12 688                |
| 2019                            | 5 839 638 | 75 388      | 1 ,596                |
| 2020                            | 2 795 952 | 46 100      | 9 643                 |
| 2021                            | 3 840 160 | 54 581      | 11 884                |
| Fuente: Tenerife North Airport. |           |             |                       |

## Aerolíneas y destinos

### Destinos nacionales
| Ciudades               | Nombre del aeropuerto                          | Código | Aerolíneas                                  | Aeronaves                            | Frecuencias semanales | Notas  |
| España                 | España                                         | España | España                                      | España                               | España                | España |
| ---------------------- | ---------------------------------------------- | ------ | ------------------------------------------- | ------------------------------------ | --------------------- | ------ |
| Andalucía              |                                                |        |                                             |                                      |                       |        |
| Granada                | Aeropuerto Federico García Lorca Granada-Jaén  | GRX    | Binter Vueling                              | E195-E2 A320                         |                       |        |
| Jerez de la Frontera   | Aeropuerto de Jerez                            | XRY    | Binter                                      | E195-E2                              |                       |        |
| Málaga                 | Aeropuerto de Málaga-Costa del Sol             | AGP    | Vueling                                     | A320                                 |                       |        |
| Sevilla                | Aeropuerto de Sevilla                          | SVQ    | Ryanair Vueling                             | B737 A320                            |                       |        |
| Aragón                 |                                                |        |                                             |                                      |                       |        |
| Zaragoza               | Aeropuerto de Zaragoza                         | ZAZ    | Binter                                      | E195-E2                              |                       |        |
| Asturias               |                                                |        |                                             |                                      |                       |        |
| Avilés                 | Aeropuerto de Asturias                         | OVD    | Air Nostrum (Estacional) Binter Vueling     | CRJ1000 E195-E2 A320                 |                       |        |
| Islas Baleares         |                                                |        |                                             |                                      |                       |        |
| Palma de Mallorca      | Aeropuerto de Palma de Mallorca                | PMI    | Binter Ryanair                              | E195-E2 B737-800                     |                       |        |
| Canarias               |                                                |        |                                             |                                      |                       |        |
| El Hierro              | Aeropuerto de El Hierro                        | VDE    | Binter CanaryFly                            | ATR 72-600 ATR 72-500                |                       |        |
| Fuerteventura          | Aeropuerto de Fuerteventura                    | FUE    | Binter CanaryFly                            | ATR 72-600 ATR 72-500                |                       |        |
| Gran Canaria           | Aeropuerto de Gran Canaria                     | LPA    | Binter CanaryFly                            | ATR 72-600 / E195-E2 ATR 72-500      |                       |        |
| La Gomera              | Aeropuerto de La Gomera                        | GMZ    | Binter                                      | ATR 72-600                           |                       |        |
| La Palma               | Aeropuerto de La Palma                         | SPC    | Binter CanaryFly                            | ATR 72-600 ATR 72-500                |                       |        |
| Lanzarote              | Aeropuerto César Manrique-Lanzarote            | ACE    | Binter CanaryFly                            | ATR 72-600 ATR 72-500                |                       |        |
| Cantabria              |                                                |        |                                             |                                      |                       |        |
| Santander              | Aeropuerto Seve Ballesteros-Santander          | SDR    | Binter                                      | E195-E2                              |                       |        |
| Castilla y León        |                                                |        |                                             |                                      |                       |        |
| Valladolid             | Aeropuerto de Valladolid                       | VLL    | Air Nostrum Binter                          | CRJ1000 E195-E2                      |                       |        |
| Cataluña               |                                                |        |                                             |                                      |                       |        |
| Barcelona              | Aeropuerto Josep Tarradellas Barcelona-El Prat | BCN    | Air Europa Ryanair Vueling                  | B737 A320 / A321                     |                       |        |
| Extremadura            |                                                |        |                                             |                                      |                       |        |
| Badajoz                | Aeropuerto de Badajoz                          | BJZ    | Air Nostrum (Estacional)                    | CRJ1000                              |                       |        |
| Galicia                |                                                |        |                                             |                                      |                       |        |
| La Coruña              | Aeropuerto de A Coruña                         | LCG    | Binter                                      | E195-E2                              |                       |        |
| Santiago de Compostela | Aeropuerto de Santiago-Rosalía de Castro       | SCQ    | Air Europa Air Nostrum (Estacional) Vueling | B737 CRJ1000 A320                    |                       |        |
| Vigo                   | Aeropuerto de Vigo                             | VGO    | Binter                                      | E195-E2                              |                       |        |
| Comunidad de Madrid    |                                                |        |                                             |                                      |                       |        |
| Madrid                 | Aeropuerto Adolfo Suárez Madrid-Barajas        | MAD    | Air Europa Binter Iberia Express Ryanair    | B737 / B787 E195-E2 A320 / A321 B737 |                       |        |
| Melilla                |                                                |        |                                             |                                      |                       |        |
| Melilla                | Aeropuerto de Melilla                          | MLN    | Air Nostrum (Estacional)                    | ATR 72-600                           |                       |        |
| Región de Murcia       |                                                |        |                                             |                                      |                       |        |
| Murcia                 | Aeropuerto Internacional Región de Murcia      | RMU    | Binter                                      | E195-E2                              |                       |        |
| Navarra                |                                                |        |                                             |                                      |                       |        |
| Pamplona               | Aeropuerto de Pamplona                         | PNA    | Binter                                      | E195-E2                              |                       |        |
| País Vasco             |                                                |        |                                             |                                      |                       |        |
| Bilbao                 | Aeropuerto de Bilbao                           | BIO    | Air Europa Vueling                          | B737 A320                            |                       |        |
| San Sebastián          | Aeropuerto de San Sebastián                    | EAS    | Binter                                      | E195-E2                              |                       |        |
| Comunidad Valenciana   |                                                |        |                                             |                                      |                       |        |
| Alicante / Elche       | Aeropuerto de Alicante-Elche Miguel Hernández  | ALC    | Air Nostrum (Estacional) Ryanair Vueling    | CRJ1000 B737 A320                    |                       |        |
| Valencia               | Aeropuerto de Valencia                         | VLC    | Air Nostrum Binter Ryanair Vueling          | CRJ1000 E195-E2 B737-800 A320        |                       |        |

### Destinos internacionales
| Ciudades por países | Nombre del aeropuerto                               | Código | Aerolíneas                         | Aeronaves  | Frecuencias semanales | Notas      |        |
| África              | África                                              | África | África                             | África     | África                | África     | África |
| ------------------- | --------------------------------------------------- | ------ | ---------------------------------- | ---------- | --------------------- | ---------- | ------ |
| Marruecos           |                                                     |        |                                    |            |                       |            |        |
| Marrakech           | Aeropuerto de Marrakech-Menara                      | RAK    | Binter (Estival)                   | ATR 72-600 |                       |            |        |
| América del Sur     |                                                     |        |                                    |            |                       |            |        |
| Venezuela           |                                                     |        |                                    |            |                       |            |        |
| Caracas             | Aeropuerto Internacional de Maiquetía Simón Bolívar | CCS    | Plus Ultra Líneas Aéreas           | A330       |                       |            |        |
| Europa              |                                                     |        |                                    |            |                       |            |        |
| Alemania            |                                                     |        |                                    |            |                       |            |        |
| Düsseldorf          | Aeropuerto Internacional de Düsseldorf              | DUS    | TUIfly (Inicia 31 de octubre 2025) | B737       |                       | Nueva ruta |        |
| Frankfurt           | Aeropuerto de Fráncfort del Meno                    | FRA    | TUIfly (Inicia 31 de octubre 2025) | B737       |                       | Nueva ruta |        |
| Italia              |                                                     |        |                                    |            |                       |            |        |
| Roma                | Aeropuerto de Roma-Fiumicino                        | FCO    | ITA Airways (Estival)              | A320       |                       |            |        |
| Portugal            |                                                     |        |                                    |            |                       |            |        |
| Funchal             | Aeropuerto de Madeira                               | FNC    | Binter                             | ATR 72-600 |                       |            |        |
| Ponta Delgada       | Aeropuerto Juan Pablo II                            | PDL    | Binter                             | E195-E2    |                       |            |        |

## Compañías de alquiler de coches[5]
En el Aeropuerto de Tenerife Norte operan varias compañías de alquiler de coches autorizadas por AENA: AutoReisen,  Cicar, Hertz, Goldcar, Europcar, Avis y Ok Mobility. Todas estas compañías se encuentran en el vestíbulo de llegadas de vuelos. Existen otras empresas de alquiler de vehículos que operan fuera del aeropuerto, pero no están autorizadas por AENA.
* Actualizado a junio de 2024.